# Robert Blanchaer
Robert Blanchaer (* 22. September 1952 in Wilrijk) ist ein ehemaliger belgischer Skirennläufer.

## Karriere
Blanchaer erlernte das Skifahren während seiner Schulzeit in einem Internat in Saanen in der Schweiz.
Zwischen 1970 und 1978 nahm er an allen internationalen Großereignissen im Alpinen Skisport teil. Sein bestes Ergebnis erzielte er dabei bei 1972 bei den Olympischen Winterspielen in Sapporo mit Rang 7 in der Alpinen Kombination, welche allerdings nur als Weltmeisterschaft gewertet wurde. Im Olympischen Slalom belegte er den 25. Platz.
Im Weltcup trat Blanchaer nur vereinzelt in Erscheinung, sein erstes Rennen bestritt er am 3. Februar 1973 in St. Anton am Arlberg.
Nach dem Ende seiner aktiven Karriere arbeitete Blanchaer als Trainer, unter anderem für den Ski Club de Bruxelles und das Skiteam Antwerpen.

## Erfolge

### Olympische Winterspiele
- Sapporo 1972: 25. Slalom, 34. Riesenslalom, 42. Abfahrt
- Innsbruck 1976: 40. Riesenslalom, 45. Abfahrt, DNF Riesenslalom

### Weltmeisterschaften
- Gröden 1970: 26. Alpine Kombination[4], 73. Abfahrt[5], 73. Riesenslalom[6], DNQ Slalom[7]
- Sapporo 1972: 7. Alpine Kombination, 25. Slalom, 34. Riesenslalom, 42. Abfahrt
- St. Moritz 1974: 31. Slalom[8], 40. Abfahrt[9]
- Innsbruck 1976: 40. Riesenslalom, 45. Abfahrt, DNF Riesenslalom
- Garmisch-Partenkirchen 1978: 34. Abfahrt[10], 67. Riesenslalom[11], DNF Slalom[12]